# Antoinnette Scheulderman
Antoinnette Scheulderman (Hoogeveen, 20 april 1975) is een Nederlandse schrijfster en journaliste uit Rotterdam.
De eerste jaren van haar leven woonde ze vooral in landen als Turkije, Portugal en Nigeria. Op haar tiende jaar verhuisde ze naar Krimpen aan den IJssel waar ze het VWO deed op het Krimpenerwaard College. Tussen 1993 en 1999 studeerde ze Kunst- en Cultuurwetenschappen aan de Erasmus Universiteit in Rotterdam. In 1996 volgde zij Kunstgeschiedenis aan de Universiteit Utrecht. Een jaar later studeerde ze Art & Architecture aan het University College London. Ze heeft een relatie met journalist-schrijver Michel van Egmond.

## Journalist
Na haar journalistenopleiding begon ze in 1999 op de redactie bij het Algemeen Dagblad. Hier werkte ze tot 2005 achtereenvolgens op de sport-, media en cultuur & entertainmentredactie. Vanaf 2005 maakte ze portretterende interviews voor LINDA. en Volkskrant Magazine en schreef als freelance-journalist voor Nieuwe Revu, VARAgids, La vie en Rose, JAN en Vogue. 
Op sportgebied werkte ze voor bladen als Voetbal International en NUsport. In 2014 was zij docent bij een cursus Voetbaljournalistiek die werd georganiseerd door de Fontys Hogeschool en het weekblad Voetbal International.
In 2010 won ze De Luis voor het beste interview van 2009. Deze prijs kreeg ze voor haar interview met Peter Jan Rens voor Nieuwe Revu omdat ze erin slaagde om "gaandeweg het vraaggesprek ingetogen onthullend te zijn".  De Luis werd aan haar op televisie uitgereikt door Paul de Leeuw. De Luis is een initiatief van de Fontys Hogeschool Journalistiek in Tilburg. Tot de juryleden behoorde ook Cisca Dresselhuys. Scheulderman mocht haar handafdrukken plaatsen in een betonnen tegel die een plek kreeg bij Fontys.
In 2008 kreeg ze een eervolle vermelding bij de uitreiking van De Luis 2007.
In november 2013 werd ze genomineerd voor de Psyche Media Prijs, een initiatief van het Fonds Psychische Gezondheid.
In 2014 werd zij genomineerd voor De Tegel in de categorie 'interview', met het interview dat ze in 2014 voor De Volkskrant magazine maakte met Robert Moszkowicz.
Op 30 april 2016 stond Scheulderman op de cover van de VARAgids, met als kop ‘In gesprek met de beste interviewer van Nederland'.
Eind 2018 interviewde Scheulderman als enige Nederlandse journalist Michelle Obama, bij het verschijnen van haar biografie 'Becoming'. Vanwege dat exclusieve interview sierde december 2018 één keer niet Linda de Mol, maar Obama de cover van LINDA Magazine.

## Televisie en radio
Op televisie nam zij vanaf 2008 in Goedemorgen Nederland vaak de weekbladen door. Achter de schermen werkt ze sinds 2013 mee aan Linda's Zomerweek, de talkshow van Linda de Mol.
Vanaf 2 mei 2015 verwierf ze bekendheid als tafeldame van Matthijs van Nieuwkerk in De Wereld Draait Door. In 2016 maakte Scheulderman voor LINDA.tv aan het programma De mobiel van op Net5. Hierin kijkt ze in de telefoon van een bekende Nederlander en interviewt de bezitter over wat ze daarin aantreft.
Sinds juli 2019 presenteert zij op NPO Radio 1 enkele keren per maand het interviewprogramma Kunststof (programma), een programma van de NTR.

## Bestseller 60
| Boeken met noteringen in de Nederlandse Bestseller 60 | Jaar van verschijnen | Datum van binnenkomst | Hoogste positie | Aantal weken | Opmerkingen                           |
| ----------------------------------------------------- | -------------------- | --------------------- | --------------- | ------------ | ------------------------------------- |
| Dan neem je toch gewoon een nieuwe                    | 2018                 | 01-11-2018            | 11              | 3            |                                       |
| Patty - de negen levens van Patty Brard               | 2020                 | 01-04-2020            | 3               | 8            | in samenwerking met Michel van Egmond |
| Derksen                                               | 2021                 | 02-06-2021            | 1(3wk)          | 39           | in samenwerking met Michel van Egmond |

- Gemeinsame Normdatei: 1139392182
- International Standard Name Identifier: 0000 0003 6877 5972
- Library of Congress Control Number: no2017044853
- Nederlandse Thesaurus van Auteursnamen: 326829695
- Virtual International Authority File: 291598733
- WorldCat: E39PBJgCHMrH6jKRK8D93mwjYP